# George Horse Capture
Pour les articles homonymes, voir Horse et Capture.
George Paul Horse Capture, né le 20 octobre 1937 et mort le 16 avril 2013, est un anthropologue, activiste et écrivain américain (A'aninin).
Il est l'un des premiers Amérindiens à devenir conservateur de musée. Il fut le premier conservateur du Plains Indian Museum à Cody, dans le Wyoming, et travailla pendant une décennie au National Museum of the American Indian, lors de la planification de son nouveau bâtiment sur le Mall à Washington, DC. Il était un membre inscrit de la communauté indienne de Fort Belknap de la réserve de Fort Belknap (en) dans le Montana.

## Jeunesse et éducation
George Horse Capture naît dans une famille A'aninin (Gros Ventre) dans une cabane en rondins à Fort Belknap (en), située dans le centre-nord du Montana, près de Harlem. Il était un membre inscrit de la tribu. Enfant, il vivait avec sa grand-mère maternelle et ses cousins dans la réserve. Afin d'aller au lycée, il déménage à Butte, dans le Montana, où il a rejoint sa mère. Après avoir obtenu son diplôme, il rejoint la marine américaine, où il sert comme chaudronnier naval (shipfitter (en)) pendant quatre ans.
Après avoir quitté la Marine, Horse Capture a travaillé pendant cinq ans comme assistant soudeur, devenant inspecteur de l'acier pour le Département des ressources en eau de Californie ; il était « la seule personne appartenant à une minorité à cette époque pour l'État de Californie »,. Il participe à l'occupation amérindienne de l'île d'Alcatraz à partir de 1969. Il a attiré l'attention nationale sur l'activisme et les problèmes des Amérindiens. Il s'inscrit à l'Université de Californie à Berkeley, où il obtient une licence en anthropologie.

## Carrière académique
George Horse Capture retourne au Montana, où il est professeur adjoint d'études amérindiennes à l'Université d'État du Montana à Bozeman. Il enseigne également à l'université de Great Falls et obtient une maîtrise en histoire à l'université de cette ville.
En 1979, Horse Capture est embauché comme premier conservateur du Plains Indian Museum au Buffalo Bill Historical Center, à Cody, dans le Wyoming ; il a été l'un des premiers Amérindiens à occuper le poste de conservateur de musée aux États-Unis. On lui attribue le mérite d'avoir donné au musée une « renommée nationale ».

« Il allait « donner à son peuple une voix sans précédent dans la manière dont son patrimoine serait présenté et ses artefacts exposés ». »

« Au cours de son mandat, George a organisé d'importantes expositions, telles que « Wounded Knee : Lest We Forget » et « PowWow ». Il a également organisé les séminaires indiens des plaines qui ont permis aux Indiens et aux Anglo-Saxons d'échanger des idées et de présenter de nouveaux documents universitaires. George a travaillé en étroite collaboration avec les tribus indiennes des plaines du Nord pour s'assurer que leurs voix soient entendues dans un cadre muséal. Il a fondé le premier terrain de pow-wow associé à un musée du pays. Des célébrations annuelles continuent d'avoir lieu dans les jardins de pow-wow Joe Robbie. »

Il a également commencé à publier une partie du matériel qu'il avait recueilli sur les Gros Ventre, leur culture et leur langue.
En 1994, Horse Capture est sélectionné comme directeur adjoint adjoint des ressources culturelles au Musée national des Indiens d'Amérique (NMAI) à New York. Il a travaillé au NMAI pendant 10 ans, aidant à développer le nouveau musée qui sera construit sur le Mall à Washington, DC. Il a été conseiller principal du directeur. Il a pris sa retraite en 2004,. « Il était déterminé à en faire un musée pour les peuples autochtones, et pas seulement pour eux ». En 2005, il organise une conférence à l'Université de Great Falls, « Les nations amérindiennes : hier, aujourd'hui et demain ».

## Vie personnelle
Il a épousé Kay-Karol, sa troisième femme. Il avait des enfants de ses mariages précédents, George Jr., Joseph, Daylight et Peter.
Horse Capture meurt le 16 avril 2013 d'une insuffisance rénale à son domicile à Great Falls, à la suite de complications liées au diabète et à une insuffisance cardiaque congestive. Il est enterré au cimetière de Fort Belknapy (en). Il laisse dans le deuil sa troisième épouse, KayKarol Horse Capture, et ses quatre enfants. Ses nombreux petits-enfants et arrière-petits-enfants le connaissaient sous le nom de « Grand-père Braids ».

## Travaux
Ses œuvres publiées comprennent The Seven Visions of Bull Lodge (1980/1996), qu'il a édité et annoté An American Indian Perspective, I'd Rather Be Powwowing et Indian Country. Horse Capture a passé toute sa vie professionnelle à rassembler des documents sur sa tribu, les A'aninin. Ces œuvres comprennent des photographies, des objets, des publications et des chansons. Avec ce matériel, il a créé le projet d'archives tribales, « une base de données qui comprend des informations provenant de sources de musées du monde entier sur les A'aninin. ». Il meurt un mois après avoir présenté sa version finale des archives aux membres de la tribu. Il s'agit peut-être de la première archive numérique tribale créée.